# هاروی فایرستون
هاروی ساموئل فایرستون (به انگلیسی: Harvey Samuel Firestone) بازرگان آمریکایی و بنیانگذار شرکت تایرسازی فایرستون

## زندگی‌نامه
فایرستون در ۲۰ دسامبر ۱٨۶۸ در اوهایو چشم به جهان گشود.
وی در سال ۱۹۰۰ شرکت تایرسازی فایرستون را تأسیس نمود و با کمک رفیق صمیمی خود، هنری فورد توانست به تأمین کنندهٔ تایر خودروهای فورد تبدیل شود.
هاروی فایرستون به همراه هنری فورد و توماس ادیسون در بین عموم به عنوان رهبران صنعت ایالات متحده که در کنار یکدیگر کار می‌کردند، شناخته می‌شوند و به آن‌ها اعضای باشگاه میلیونر ها گفته می‌شود.
|  |  |  |